# Illes Baba i Bhit
Les Illes Baba i Bhit (en urdú: جزیرہ بابا بھٹ) són dues illes petites i densament poblades situades al port de Karachi, a Karachi (Pakistan).
L'àrea aproximada de l'illa de Bhit és d'aproximadament 0,16 km² mentre que la de l'illa de Baba és d'uns 0,15 km². Al voltant de 5.400 persones viuen a l'illa Bhit mentre que unes 6.600 persones viuen a l'illa Baba. Amb una densitat de població de 33.750 i 44.000 habitants per km², respectivament, ambdues illes es troben entre les illes més densament poblades del món.
Les illes estan connectades amb Karachi mitjançant un servei de ferri a Keamari.
Les illes, juntament amb l'illa Shams Pir, són antics pobles de pescadors del port anteriors a l'establiment formal de Karachi. S'afirma que les dues illes tenen més de 400 anys. Els grups ètnics de les illes Baba i Bhit inclouen un 90% kutchi i un 10% sindhi. El 100% de la població és musulmana. Els pescadors locals de Kutchi es refereixen a ells mateixos com Morrio Pata. Els vilatans d'aquestes illes van ajudar més tard a establir Shams Pir.